# Deane Montgomery
Deane Montgomery (Weaver (Minnesota), 2 de setembro de 1909 — Chapel Hill (Carolina do Norte), 15 de março de 1992) foi um matemático estadunidense.
Especialista em topologia, foi um dos contribuidores para a solução final do quinto problema de Hilbert na década de 1950. Foi presidente da American Mathematical Society, de 1961 a 1962.
Nascido na pequena cidade de Weaver (Minnesota), Condado de Wabasha, obteve o B.S. na Universidade de Hamline em Saint Paul (Minnesota), e o mestrado e Ph.D. na Universidade de Iowa, em 1933, orientado por Edward Wilson Chittenden.
Em 1941 Montgomery recebeu uma bolsa Guggenheim Fellowship. Em 1988 foi laureado com o Prêmio Leroy P. Steele por Lifetime Achievement. 
Foi membro da Academia Nacional de Ciências dos Estados Unidos e da Academia de Artes e Ciências dos Estados Unidos.

## Publicações
- Deane Montgomery e Leo Zippin, Topological Transformation Groups, Interscience Publishers, 1955.